# Коллін Баллінджер
Колін Мей Баллінджер (нар. 21 листопада 1986) — американська ютуберка, комедіантка, акторка, співачка та письменниця. Відома завдяки створеному нею інтернет-персонажу Міранда Сінгз. На основі цього персонажа Баллінджер знімає ролики у YouTube, виступає у комедійних турах із моновиставою та створила оригінальне телевізійне шоу Netflix Ненависники відступають. 

## Життєпис

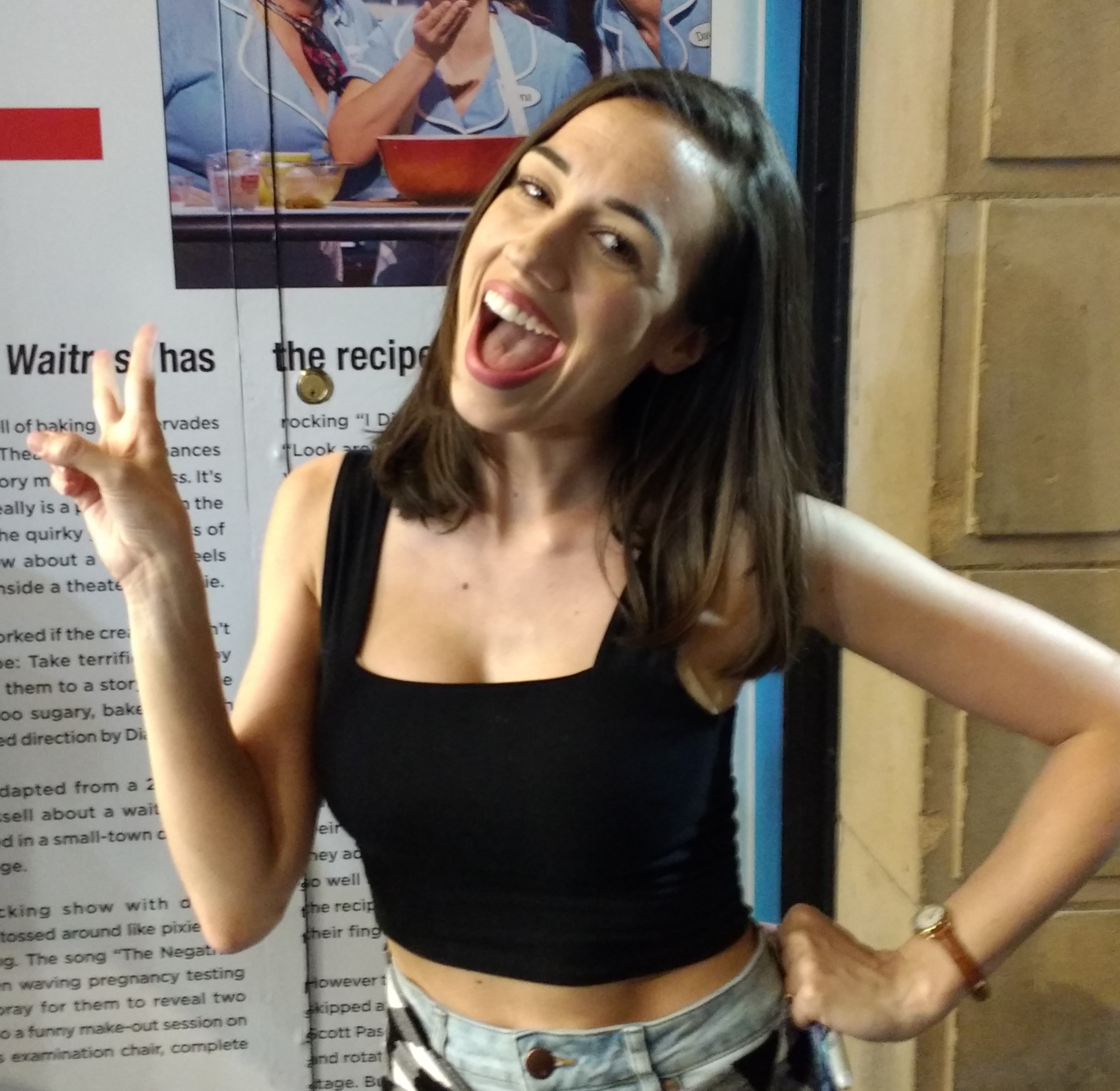
Баллінджер у 2019 році після виступу у бродвейському мюзиклі «Офіціантка».

Народилася у Санта-Барбарі, Каліфорнія. Закінчила у 2008 році Тихоокеанський університет Азуса.
Баллінджер зіграла роль Міранди у комедіях Автомобілі, у яких п'ють каву з Джеррі Сайнфелдом (2014) і двічі з'явилася в телешоу Суботнього вечора в прямому етері як спеціальна запрошена зірка. Авторка двох аудіокниг-бестселерів, записаних голосом Міранди: «Самопоміч» і «Моя балаканина».

## Фільмографія
| Рік  |    | Українська назва              | Оригінальна назва                           | Роль                |
| ---- | -- | ----------------------------- | ------------------------------------------- | ------------------- |
| 2018 | ф  | Ральф-руйнівник 2: Інтернетрі | Ralph Breaks the Internet: Wreck-It Ralph 2 | Коллін (озвучення)  |
| 2017 | мф | Angry Birds у кіно 2          | The Angry Birds Movie 2                     | Роксана (озвучення) |
| 2012 | с  | Вікторія-переможниця          | Victorious                                  | Міранда Сінґс       |